# Hudlice
Obec Hudlice se nachází v okrese Beroun, kraj Středočeský, zhruba 7 km západně od Berouna. Žije zde přibližně 1 300 obyvatel.
Součástí obce je kromě vesnice Hudlice též osada Lísek, vzdálená asi 2,5 kilometru východním směrem, samota Dibří jižně od osady Lísek, samoty Doužebnice a Varta, Hudlická skála (487 metrů), Hudlický vrch (522 metrů) a převážná část Krušné hory (609 metrů) včetně dolu Gabriela.

## Historie
Václav Hájek z Libočan ve své kronice uvádí, že ves byla darována v roce 1003 knížetem Jaromírem jeho sluhovi Hovorovi. Toto Hájkovo tvrzení je značně problematické, a to hned z několika důvodů. Hájek byl očividně inspirován Kosmovou kronikou, kde je popisován příběh, jak Vršovci na horu a poutní místo Velíz knížete Jaromíra odvlekli, ten byl svým sluhou Hovorou zachráněn. Kosmova kronika ovšem zmiňuje, že Hovora dostal úřad vrchního lovčího na hradu Zbečno, nikoliv ves. Navíc, kníže Jaromír v roce 1003 nevládl.
Oproti tomu listina z roku 1341 je silným důkazem o založení vsi. Král Jan Lucemburský v tomto dokumentu dává povolení Jindřichovi, rychtáři provendorfskému a Peškovi Benešovskému, aby v křivoklátských lesích, na místě zvaném Hudlice, založili novou vesnici. Pomístní název Hudlice tedy existoval dříve než obec samotná a znamená znít, zvučet, šumět (příbuzné se slovem housti), zjevně jako narážka na šumící les. Jistou zajímavostí je, že Hudlice je myšleno v singuláru, ovšem název obce je užíván v plurálu. Historicky se také používal název Udlice či Udlitz. Vesnice je příkladem velké pozdně kolonizační vsi na křivoklátském panství.
Další zmínka o vesnici pochází z roku 1379 a nachází se v zápisu církevní vizitace na faře v Počaplech, kdy počapelský farář Jan se zmínil o exkomunikaci hudlického Honsy na popud hudlického Maleše (Malsa).
Až do roku 1558, kdy byly převedeny pod panství křivoklátské, spadaly Hudlice pod Karlštejn.
Místní obyvatelstvo se kromě zemědělství živilo i těžbou železné rudy v mělkých jámách a těžbou rumělky k výrobě rtuti v lokalitě nazývané Běstiny (strž Dibeřského potoka). Významná byla výroba dřevěného uhlí. Kvůli těžbě cínu byla na pozemcích Hudlic založena odlehlá osada, ze které později vznikla ves Svatá. Osadníci byli podřízeni hradu Točníku, za což Hudlice, respektive křivoklátské panství dostávalo pravidelný poplatek. Až roku 1557 přestal svévolně Hudlicím platit pán Točníku Jan Lobkovic, na což si hudličtí stěžovali u české komory a Janovi z Lobkovic v tomto domlouval císař Rudolf II. Avšak bez účinku, v neplacení pokračoval i jeho syn Ladislav z Lobkovic, který byl později odsouzen ke ztrátě hrdla za spiknutí proti králi a zachránil se útěkem do Německa. Ves Svatá, až na dvě chalupy, zpustla a dolování v tzv. Svatské hoře už nikdy nebylo obnoveno.
V době husitských válek byly Hudlice několikrát poničeny jak katolickými, tak husitskými vojsky. Na hradě Křivoklátě byly uloženy české korunovační klenoty, stejně jako tam hledali ochranu významní katoličtí šlechtici. Křivoklát tak byl několikrát obležen a Hudlice drancovány za účelem zajištění potravy pro vojsko. Buzek (Bohuslav) ze Tmaně na Hudlicích patřil mezi obránce půl roku obléhaného Karlštejna a do královských listin se dostalo jeho jméno, když srdnatě zakročil proti husitskému loupeživému hejtmanovi Zákonovi s Ostroměče a v potyčce u Mníšku pod Brdy jej zabil a s ním i jedenáct jeho pomocníků. Hudlice, po husitských válkách prakticky vypálené do základů, byli přípisem z Karlštejna obnoveny. Během husitských válek zanikla ves Újezd, táhnoucí se nad potoční strží od dnešních Hudlic po samotu Dibří. Na tomto místě je nyní přírodní památka Stará ves. Buzek ze Tmaně na Hudlicích z přípisů pořídil tvrz. Situována byla v ulici U Panské zdi a neznámo kdy byla přebudována na rodinný dům.
Ves bylo znovu zle poničena za třicetileté války a to ještě před jejím vypuknutím. Přes ves táhli žoldnéři povoláni Fridrichem Falckým a drancovali. Fridrich Falcký dovolil hudlickým do té doby nevídanou věc a to osamělé, potulující se vojáky trestat na hrdle, popř. zajímat a předat do Prahy. Později, když už byla třicetiletá válka v plném proudu a přes Hudlice prošla hned několikerá vojska (Mansfeld, Buquoy, Thurn, Valdštejn), tento přístup nebyl tolerován a do Hudlic byly z Křivoklátu prováděny trestné výpady. Během války bylo zničeno 22 domů z celkového počtu 31, nicméně domy se podařilo obnovit ještě předtím, než válka skončila.
V roce 1685 získali Hudlice Valdštejnové, kteří zahájili těžbu železné rudy. Rozmach těžby ale brzy zastavila vysoká hladina spodní vody, se kterou se tehdejší technologie nedokázal vyrovnat. Pravý rozmach dolovaní začal až roku 1731 s příchodem Fürstenbergů. Do Hudlic kvůli práci přišlo několik stovek zahraničních pracovníků, mezi nimi i rodiče Josefa Jungmanna a Antonína Jana Jungmanna. Jejich rodný dům nyní slouží jako památník.
V roce 1874 byl započatou se stavbou kostela svatého Tomáše a v roce 1876 byl dokončen.
Po první světové válce byla těžba přerušena, těžil se pouze křemenec, který se užil na stavbu nové hlavní silnice z Prahy do Plzně. V roce 1924 byla těžba zase obnovena a byla vykopána nová jáma Důl Gabriela.
Během druhé světové války byla vybudována lanovka vedoucí do Králova Dvora, která svážela železnou rudu do železáren.
Ke konci druhé světové války si v těžebním areálu zřídili improvizovaný štáb Vlasovci a důl byl bombardován Němci, ale bombardování nezpůsobilo větší škody. Vlasovci se zde dozvěděli, že Američané je pravděpodobně vydají Sovětům, přestali tedy ustupovat do americké zóny a rozhodli se zlepšit svou pověst osvobozením Prahy.
Po druhé světové válce byly doly znárodněny dekretem Edvarda Beneše. Po Vítězném únoru bylo rozhodnuto znásobit produkci dolů, aby se Československo stalo v produkci železné rudy soběstačným. V Hudlicích byly uvolněny pozemky pro stavbu nových hornických domků a do vesnice přišlo množství nových obyvatel, zejména ze Slovenska a Moravy.
Rentabilita dolu se ale rychle snižovala a v polovině šedesátých let bylo rozhodnuto o ukončení těžby a jeho likvidaci. Likvidační práce začaly 1. září 1967.
Rok 1968 proběhl v Hudlicích klidně. Během sedmdesátých let byl na okraji katastru, bezprostředně k hudlické osadě Lísek, byl vytyčen Vojenský újezd Zdejcina, který sloužil jako palebné protiletecké postavení při eventuální obraně Prahy.
V roce 2014 byla vybudována kanalizace, v roce 2016 byla na Krušné hoře vybudována rozhledna Máminka.

### Rok 1932
V obci Hudlice (1705 obyvatel, poštovní úřad, katol. kostel) byly v roce 1932 evidovány tyto živnosti a obchody: 2 bednáři, biograf Sokol, 2 cihelny, Dolové a hutní závody, holič, 4 hostince, kolář, konsum Včela, 2 kováři, 4 krejčí, 4 obuvníci, pekař, obchod s lahvovým pivem, porodní asistentka, 2 povozníci, 3 rolníci, 3 řezníci, sedlář, 8 obchodů se smíšeným zbožím, spořitelní a záložní spolek pro Hudlice, stavební družstvo, 3 švadleny, 2 trafiky, 3 truhláři.

### Osady a samoty
LísekOsada vznikla neznámo kdy po třicetileté válce na divoko a bez povolení. Situována na přesné hranici Panství křivoklátského a Dvoru nižborského vyvolávala spory, než byla českou komorou přiřknuta ke Křivoklátu. Později bylo obnoveno nevelké a nekvalitní ložisko kamenného uhlí, po jeho brzkém vyčerpání byla v místě založena varna kyseliny sírové. Nyní se jedná o rekreační a zemědělskou osadu. kolik rezidentních domů hostí 10 přihlášených obyvatel. Vznikl zde chov koní s připojeným penzionem a jízdárnou.
DibříBývalý vodní mlýn, kolem kterého vyrostla chatová osada, v těsném sousedství Králova Dvora – Záhořan.
Stará vesBývalá ves Újezd, zničená a opuštěná během husitských válek. Rumiště poskytlo ideální podmínky pro stepní květenu a je nyní chráněnou přírodní památkou.
DoužebniceNevelká obec, vysídlena kvůli těžbě železné rudy. Dochovala se pouze hájovna a soustava dnes zanedbaných rybníků na Libotickém potoku.
VartaSamota, bývalá lovecká chata.
TrnovkaChatová osada na východním svahu Krušné hory. Stavebně spojená s Novým Jáchymovem.
Důl GabrielaBývalý důl, nyní rekreační chata.

### Pomístní názvy
Na Úmrlčírozcestí k obci Svatá (silnice je dnes zavřená pro motorová vozidla). Svatá historicky neměla vlastní hřbitov, pohřbívalo se v Hudlicich, na tomto místě se scházely pohřební průvody a rozcestí tak získalo svůj název.
PyramidaSedlo na hřebenu mezi Krušnou Horou a Hudlických vrchem, nezpevněná cesta vede do Nového Jáchymova. Cesta vede kolmo k vrstevnicím, připomíná tak stoupání „po pyramidě“. Skrze toto sedlo vedla keltská cesta spojující hradiště Velíz a hradiště Stradonice, proto zde byly nalezeny archeologické keltské památky.
TichinaSkalnatá plošiny nad strží Běstiny. Nachází se v závětří a tak místo získalo svůj název. Nyní se zde nachází sběrný dvůr.
BěstinyHluboká, bažinatá strž Dibeřského potka, nyní vodní zdroj Hudlic.
Pod SkálouOblast v blízkosti Hudlické Skály.
LoužekDnes již vysušená mokřina mezi samotou Varta a Hudlicemi.
ChaloupkyBývalé dílny uhlířů, na východním okraji obce
RoklePotoční strž na západním okraji obce, bývalá nouzová kolonie.

## Přírodní poměry
Hudlice stojí umístěna na úpatí Krušné hory v Křivoklátské vrchoviny. Historické jádro obce stoupá podél bezejmenného pravého přítoku Libotického potoka, dnes zatrubněného. V jádru vsi, zhruba v polovině stoupání se nachází kostel, škola a obecní úřad. V druhé polovině 20. století proběhla výstavba nové čtvrti Pod Skálou, která se nachází pod Hudlickou skálou.
Ve strží bezejmenného potoka vznikla ve třicátých letech 20. století nouzová kolonie V Rokli, později přebudována na plnohodnotné domy. Na západním cípu této bývalé kolonie se nachází čistírna odpadních vod.
Nejnovější výstavba se soustředí na náhorní plošinu v ulici Dolejší a Hořejší, plánované je rozšíření čtvrti Pod skálou.
Do obce vede krajská silnice III. třídy z Králova Dvora do Záhořan, která se zde větví směrem na Kublov či Karlov a Otročiněves. Místní komunikace po hřebenu Kozlí hory propojuje Hudlice s osadou Lísek a dále pokračuje přes bývalý vojenský újezd do Berouna – Zdejciny.
Pod Hudlice spadá množství okolních osad a samot, stejně jako vrchol Krušné hory.
Nejvyšším bodem Hudlic je Krušná hora (609 metrů nad mořem), nejnižším bodem koryto Dibeřského potoka v samotě Dibří (275 metrů nad mořem). Přímo ve vesnici se nachází Hudlická skála (487 metrů), buližníková osamělá skála s nekrasovou jeskyní. Dalším významným bodem je Kozlí skála (381 metrů nad mořem).

### Vodstvo
Hudlice jsou odvodňovány celkem třemi potoky, na jejichž soutoku byl postaven mlýn Dibří. Největší z nich, Dibeřský potok protéká odlehle od obce strží Běstiny, kde se i nachází hudlický vodní zdroj, který je čerpán do rezervoáru na hraně Hudlické skály. Dibeřský potok pramení v místě U Zeleného kříže na území obce Svatá. Samotným středem obce protéká bezejmenný částečně zatruběný potok, který na svém dolním roku vytváří hlubokou rokli a u čistírny odpadních vod se vlévá do potoka Libotického. Libotický potok pramení na severním okraji Hudlic, stáčí se severně, napájí soustavu zanedbaných rybníků, obtéká svah Kozlí hory, v prostoru mlýna Dibří se vlévá se potoka Dibeřského. Samotný Dibeřský potok pak opouští katastr Hudlic a v Králově Dvoře se vlévá do řeky Litavky.

## Obyvatelstvo
| 1869 | 1880 | 1890 | 1900 | 1910 | 1921 | 1930 | 1950 | 1961 | 1970 | 1980 | 1991 | 2001 | 2011 |
| ---- | ---- | ---- | ---- | ---- | ---- | ---- | ---- | ---- | ---- | ---- | ---- | ---- | ---- |
| 1533 | 1525 | 1552 | 1686 | 1768 | 1705 | 1851 | 1392 | 1389 | 1355 | 1288 | 1167 | 1182 | 1254 |

## Obecní správa
Dějiny územněsprávního začleňování zahrnují období od roku 1850 do současnosti. V chronologickém přehledu je uvedena územně administrativní příslušnost obce v roce, kdy ke změně došlo:
- 1850 země česká, kraj Praha, politický okres Rakovník, soudní okres Křivoklát[7]
- 1855 země česká, kraj Praha, soudní okres Křivoklát
- 1868 země česká, politický okres Rakovník, soudní okres Křivoklát
- 1939 země česká, Oberlandrat Kladno, politický okres Rakovník, soudní okres Křivoklát[8]
- 1942 země česká, Oberlandrat Praha, politický okres Rakovník, soudní okres Křivoklát[9]
- 1945 země česká, správní okres Rakovník, soudní okres Křivoklát[10]
- 1949 Pražský kraj, okres Beroun[11]
- 1960 Středočeský kraj, okres Beroun
- 2003 Středočeský kraj, obec s rozšířenou působností Beroun

## Doprava
Hudlice se nacházejí při silnici III/2365, vedoucí východo-západním směrem z Králova Dvora (od dálnice D5) k silnici II/236 ke Krušné hoře. V Hudlicích z ní odbočuje k severu silnice III/2366 do Otročiněvsi, z níž odbočuje silnice III/2367 do Nového Jáchymova.
V roce 2011 v obci zastavovaly autobusové linky 210022 (SID C22) Beroun-Kublov-Branov (v pracovní dny 3 páry spojů, o volných dnech 3 až 4 páry spojů) a 210027 (SID C27) Beroun-Nový Jáchymov (v pracovní dny 7 až 12 spojů každým směrem), dopravce PROBO BUS, a. s. Všechny spoje jedou mezi zastávkou „Trubská,,rozc.1.0“ a „Otročiněves, I“ přes zastávky „Hudlice, Dibří“ a „Hudlice, dol.“ (v dolní části vsi), část spojů linky C27 zajíždí do horní části vsi do zastávek „Hudlice, hor.“ (na zastávkovém sloupku označena názvem „Hudlice, Jednota“) a „Hudlice, U kříže“.
Nejbližší železniční tratě se nacházejí v údolí Litavky (Trať 170) a Berounky (Trať 174). Autobusy z Hudlic navazují na obě tratě v Berouně, ve vzdálenosti asi 11 km, stanice v Nižboru na trati 174 či ve Zdicích na trati 170 jsou od Hudlic vzdálené asi 8 km pěší chůze.

## Pamětihodnosti

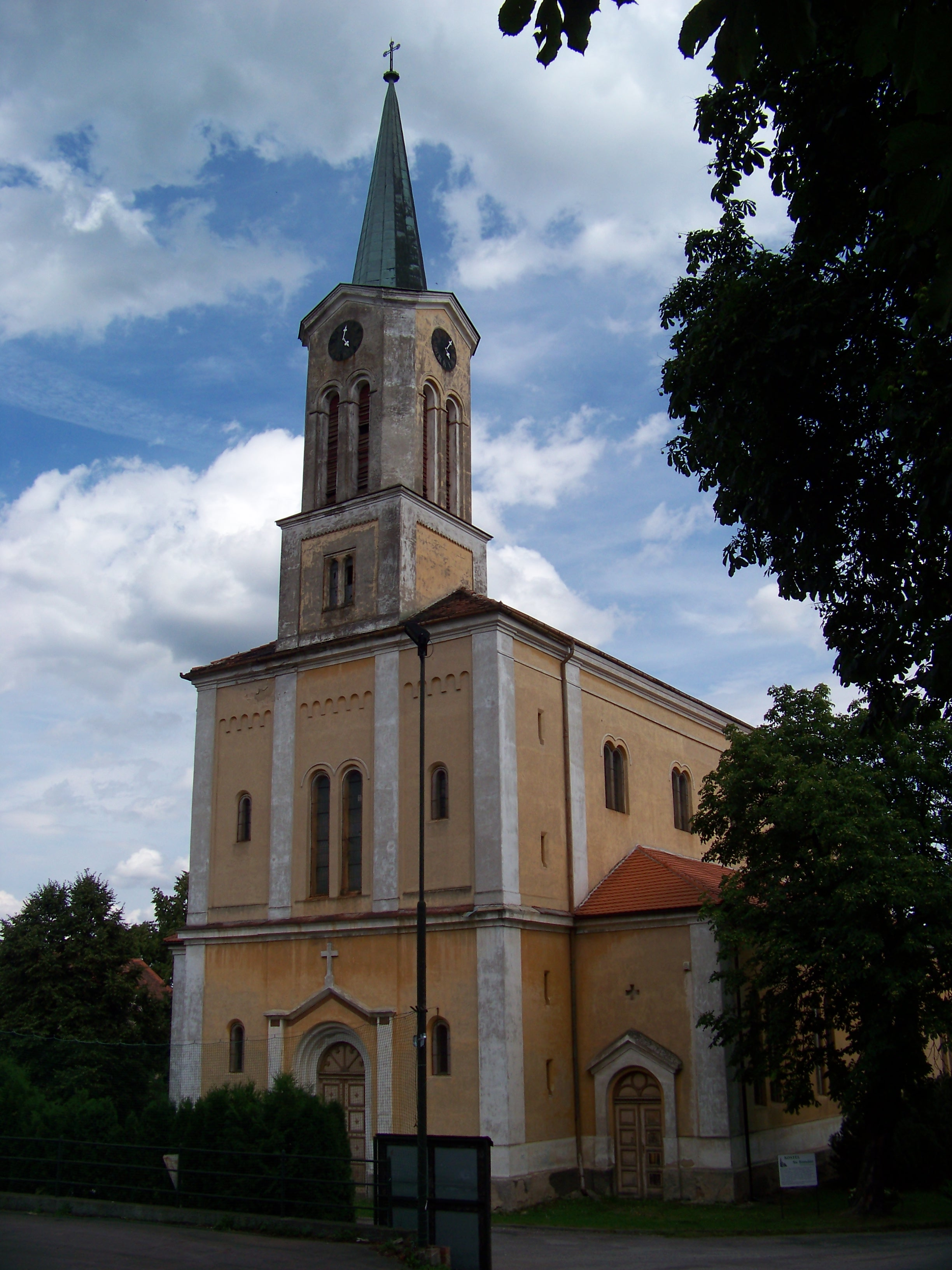
Kostel svatého Tomáše

Obdélné návsi dominuje novorománský trojlodní kostel svatého Tomáše, postavený v letech 1874–1875 na místě středověkého kostelíka podle návrhu J. Jirusche. V zahradě severoseverovýchodně od kostela stojí roubený rodný domek Josefa Jungmanna z roku 1718. Před domem je Jungmannův litinový pomník z roku 1873
- Rodný dům a památník Josefa Jungmanna, v ulici Bratří Jungmannů na návsi
- Kostel svatého Tomáše v Jungmannově ulici na návsi. Původně stával na tomto místě na návsi starý roubený kostel. Současný pseudorománský kostel byl dostavěn r. 1875. Při výstavbě by původní starý kostelík obezděn a zbourán teprve po dokončení stavby současného kostela
- Kaplička u školy pod sokolovnou
- Rodný dům Petra Cingra
- Myslivna
- Hudlická skála (487 m), buližníkový vrch při jz. okraji vsi. Dílčí výhledy, ve skalách na jižní straně temene se nachází téměř 12 m dlouhá nekrasová jeskyně
- Přírodní památka Stará Ves, k jihu až jihozápadu orientovaný svah po levé straně údolí Libotického potoka asi 1¾ km východně od Hudlic. Chráněné území bylo vyhlášeno roku 1984, rozkládá se na ploše 1,94 ha v nadmořské výšce mezi 305 až 340 m. Předmětem ochrany jsou teplomilná a vápnomilná společenstva skalních stepí

## Osobnosti
- Petr Cingr (1850–1920), novinář a politik
- Antonín Jungmann (1775–1854), lékař, překladatel z němčiny, v roce 1839 rektor Univerzity Karlovy
- Josef Jungmann (1773–1847), básník a jazykovědec